# Чинчиш-Черна (Хунедоара)
Чинчиш-Черна (рум. Cinciș-Cerna) насеље је у Румунији у округу Хунедоара у општини Телиуку Инфериор. Oпштина се налази на надморској висини од 347 m.

## Становништво
Према подацима из 2002. године у насељу је живело 725 становника.

### Попис2002.
| Расподела становништва по националности 2002.‍ | Расподела становништва по националности 2002.‍ | Расподела становништва по националности 2002.‍ | Расподела становништва по националности 2002.‍ | Расподела становништва по националности 2002.‍ |
| --------------------------------------------- | --------------------------------------------- | --------------------------------------------- | --------------------------------------------- | --------------------------------------------- |
|                                               |                                               |                                               |                                               |                                               |
| Румуни                                        | Румуни                                        |                                               | 711                                           | 98,9%                                         |
| Мађари                                        | Мађари                                        |                                               | 8                                             | 1,1%                                          |